# Offenbach-Westend
Westend ist ein Stadtteil der südhessischen Großstadt Offenbach am Main. Er ist neben elf weiteren Stadtteilen Juli 2019 aus dem bis dahin stadtteilfreien Bereich gebildet worden.
In diesem Stadtteil lebten im Juni 2020 circa 5400 Menschen.

## Geschichte
Das etwa 27 Hektar große Viertel entstand zwischen 1870 und 1914 an der Stadtgrenze zu Frankfurt als westliche Stadterweiterung und Wohngebiet der sozialen Oberschicht. Das Gebiet wird nach Norden von der Löwenstraße, im Osten von der Ludwigstraße, im Süden und Westen von der Bismarckstraße und dem Dreieichring, im weiteren Verlauf bis zur Frankfurter Straße von Dreieichring, der Frankfurter Straße und dem August-Bebel-Ring begrenzt.
Viele der Villen wurden von der Baufirma Gebrüder Hasenbach errichtet und häufig schon vor Fertigstellung verkauft. Wenngleich die Grundrisse und Grundstücke ähnlich geschnitten sind, erhielten die Bauten vollkommen unterschiedliche Fassaden. In der Körnerstraße 52 ließ sich die Fabrikantenfamilie Behrens eine Villa im Neobarocken Stil errichten.
Im Zweiten Weltkrieg wurden nur wenige Bauten zerstört, durch Nachverdichtungen ab den 1960er Jahren in den Gärten entstanden auch einige Wohnanlagen. 1987 zeigte das Stadtmuseum im Dreieich-Park die Ausstellung Gutbürgerliches Wohnen in Offenbach um 1900 mit Einrichtungsgegenständen aus Häusern des Westends.
Es gab auch einige größere Gewerbebetriebe im Westend, darunter die Wagenfirma Dick & Kirschten und die Kaiser-Friedrich-Quelle.